# Bomolocha inconspicua
Bomolocha inconspicua là một loài bướm đêm trong họ Noctuidae.